# Francesco Salesio Della Volpe
Francesco Salesio De la Volpe (Ravena, 24 de diciembre de 1844 - Roma, 5 de noviembre de 1916) fue un cardenal italiano y camarlengo de la Iglesia católica.

## Biografía
Francesco Salesio Della Volpe nació en Rávena en una noble familia imolense, el 24 de diciembre de 1844.
En 1862 fue admitido en el Pontificio Seminario Romano Mayor de la Diócesis de Imola. Desde entonces, se dedicó a trabajar en la Ciudad santa. Fue ordenado sacerdote en Roma el 21 de diciembre de 1867, pocos días antes de cumplir 23 años. Prosiguió sus estudios y en el 1872 el papa Pio IX lo nombró canónigo de la Basílica de San Pedro. Posteriormente entró en la Corte pontificia como camarero secreto Pontifício, encargados de ayudar el pontífice en sus actividades.
Con la elección de León XIII (1878), Della Volpe fue nombrado Prelado de honor de Su Santidad. En 1888 fue nombrado secretario de la Congregación de Ritos. En el 1891 asumió el cargo de prefecto de la Cámara Apostólica.
En 1899 León XIII lo creó cardenal in pectore y publicó su nombramiento en el consistorio del 15 de abril de 1901, nombrándolo cardenal diácono de Santa María en Aquiro.
De 1903 a octubre de 1908 fue prefecto de la Curia Romana y posteriormente del Archivo Secreto Vaticano, cargo que desempeñó hasta 1911, cuando fue nombrado prefecto de la Congregación para la Doctrina de la Fe.
El 25 de mayo de 1914 el papa Pio X lo nombró cardenal camerlengo, desempeñándose como tal en el periodo de Sede Vacante tras la muerte de Pio X y la elección de Benedicto XV (20 de agosto-3 de septiembre de 1914).
Murió el 5 de noviembre de 1916 a la edad de 71 años. Está enterrado en el Cementerio del Verano en Roma.